# Långtjärnen (Bjurholms socken, Västerbotten)
Långtjärnen är en sjö  i den del av Bjurholms kommun som ligger i Västerbotten. Den ingår i Hörnåns huvudavrinningsområde. Sjön har en area på 0,174 kvadratkilometer och ligger 223,1 meter över havet.

## Delavrinningsområde
Långtjärnen ingår i det delavrinningsområde (710262-167260) som SMHI kallar för Mynnar i Hörnån. Medelhöjden är 211 meter över havet och ytan är 21,3 kvadratkilometer. Det finns inga avrinningsområden uppströms utan avrinningsområdet är högsta punkten. Vattendraget som avvattnar avrinningsområdet har biflödesordning 2, vilket innebär att vattnet flödar genom totalt 2 vattendrag innan det når havet efter 59 kilometer. Avrinningsområdet består mestadels av skog (80 procent). Avrinningsområdet har 0,82 kvadratkilometer vattenytor vilket ger det en sjöprocent på 3,8 procent.